# Patriarhatul de Aquileia

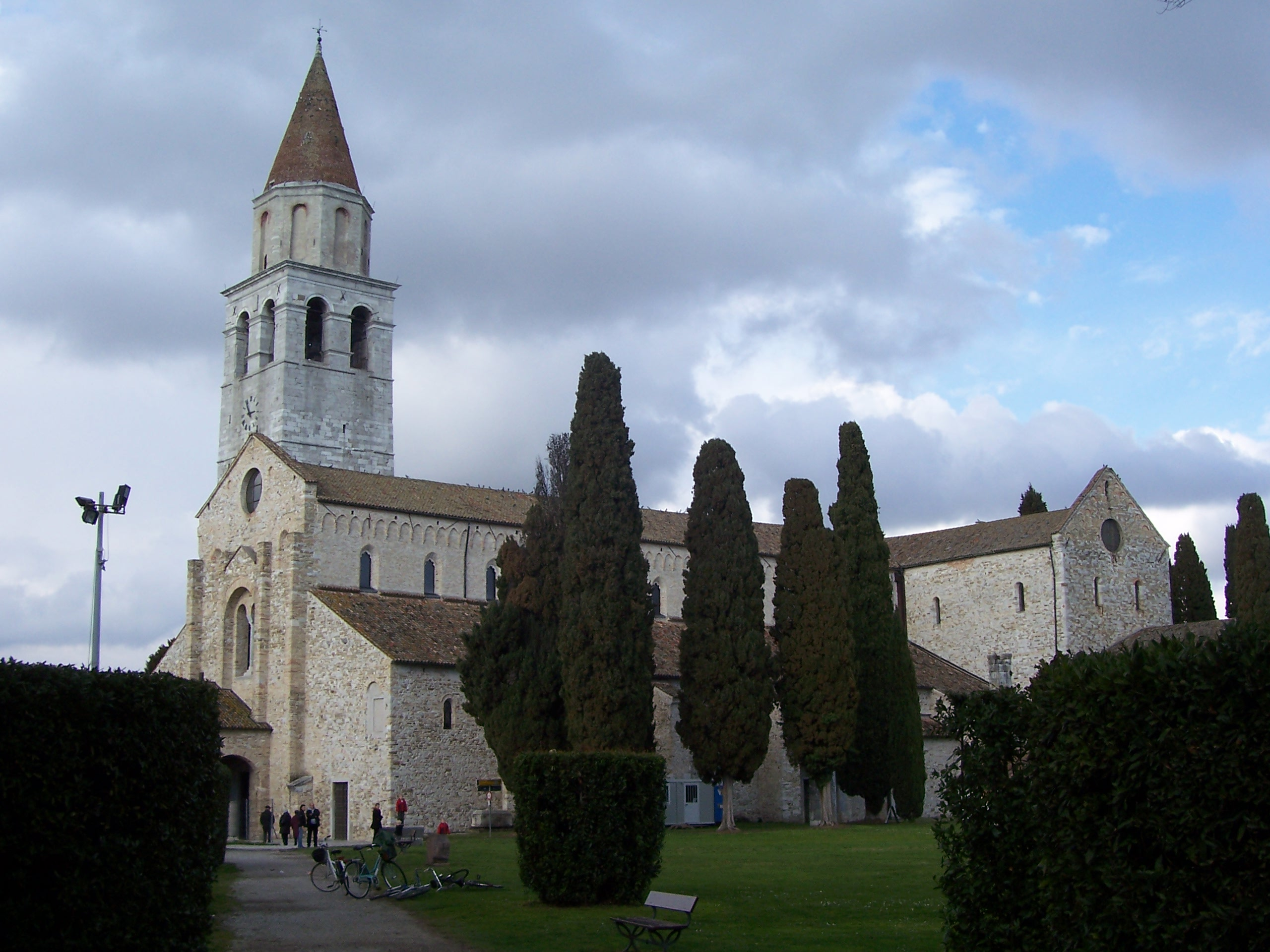
Bazilica din Aquileia

Patriarhatul de Aquileia a constituit o episcopie și un stat din nord-estul Italiei actuale, corespunând în mare actualei provincii Friuli-Veneția Giulia. Apărut în perioada antichității târzii și axat în jurul orașului Aquileia, patriarhatul s-a dezvoltat ulterior, atingând apogeul în secolul al XIV-lea, înainte de a deveni parte componentă a Republicii Veneția.

## Istoric
La finele secolului al IV-lea, cronicarul Ausonius enumera orașul Aquileia ca fiind al nouălea între cele mai populate ale lumii cunoscute Imperiului roman, plasând-o după Roma, Mediolanum, Constantinopol, Cartagina, Antiohia, Alexandria, Trier și Capua. Pe de altă parte, o asemenea situație a transformat localitatea într-o țintă, drept pentru care a suferit din plin asediul regelui Alaric I al vizigoților din anul 401, în timpul căruia unii dintre locuitori au căutat refugiu în zona lagunară învecinată. De asemenea, orașul a suportat asediul hunilor lui Attila, în 452. În timpul acestuia, orașul a avut atât de mult de suferit, încât ulterior a devenit dificil să se identifice vechea așezare. Căderea Aquileiei a reprezentat primul moment al incursiunii devastatoare a lui Attila în teritoriul roman, fiind urmată de devastarea marilor orașe din nordul Italiei, printre care Mediolanum și Ticinum. Populația romană, alături cu cea din localitățile învecinate s-ar fi refugiat în masă către lagune, contribuind astfel, potrivit legendei, la întemeierea Veneției, ca și a localității Grado. 
Cu toate acestea, o nouă Aquileia apare, deși mai redusă ca suprafață, care cunoaște o existență înfloritoare, până când intervin în scenă longobarzii, la anul 568. Astfel, este consemnată distrugerea sa în anul 590. În paralel, patriarhul Aquileiei se refugiase în orașul insular Grado, aflat sub protecția Bizanțului. Atunci când patriarhul ce rezida în Grado s-a reconciliat cu Roma în anul 606, cei care respingeau al doilea conciliu de la Constantinopol au ales un alt patriarh de Aquileia. Astfel, dioceza a fost divizată în două părți, noul patriarh de Aquileia aflându-se sub protecția longobarzilor, în vreme ce patriarhul aflat la Grado se supunea exarhatului de Ravenna (și, indirect, patriarhului de Constantinopol), iar mai târziu dogilor Veneției.
Ducii longobarzi din Friuli stăpâneau Aquileia și teritoriile înconjurătoare din zona Cividale. În 774, ducatul longobard a fost cucerit de către regele Carol cel Mare al francilor, pentru ca în 787 noul stăpân să numească un nou patriarh la Aquileia în persoana lui Paulinus, rezident la Cividale.
În timpul patriarhului Maxentius, Statul papal a aprobat, la sinodul de la Mantova, precedența (așadar, supremația) patriarhului continental al Aquileiei asupra patriarhului de la Grado. Cu toate acestea, poziția geografică nu favoriza Aquileia, în special după căderea dinastiei Carolingienilor în secolul al X-lea, locuitorii suferind din plin de pe urma raidurilor maghiarilor.
În secolul al XI-lea, poziția patriarhului de Aquileia s-a consolidat, așa încât să îi permită să își proclame suveranitatea temporală asupra întregii regiuni Friuli. 
În două rânduri, în 1027 și 1044, patriarhul Poppo, care a restaurat vechea catedrală din Aquileia, a atacat și jefuit Grado, și, cu toate că ulterior, la intervenția statului venețian, Statul papal a reconfirmat demnitatea patriarhuluii de Grado, acest oraș nu și-a mai revenit, deși a continuat să fie sediu patriarhal până la transferarea patriarhiei la Veneția (Castello), în 1450.
În secolul al XIV-lea, patriarhatul de Aquileia a atins cea mai largă expansiune a sa, extinzându-se de la râul Piave până la Alpii Iulieni și nordul Istriei. Pentru o vreme, sediul Patriarhatului a fost transferat la Udine de la 1238, pentru a reveni la Aquiliea în 1420, atunci când Republica Veneția a anexat teritoriul orașului Udine.
În 1445, înfrânt din nou de către venețieni, patriarhul Ludovico Trevisan a consimțit să renunțe la domeniul său temporal în schimbul unei rente anuale de 5.000 de ducați primiți din Zecca venețiană. Din acel moment, venețienii au devenit singurii care să dețină titlul patriarhal, iar teritoriul a fost încorporat în Republica Veneția sub numele de Patria del Friuli, guvernată de către un Proveditor General sau un Luogotenente cu reședința la Udine.
Titlul patriarhal de Aquileia a fost în mod oficial suprimat în 1751.